# 英国汽车工业
英国汽车行业是指英國的汽車工業。2018年，英国汽车制造业的营业额为820亿英镑，英國的汽車產量為150万辆乘用车和85,000辆商用车。2018年，英國的汽車發動機產量為271万台。

## 發展歷史
英国的汽车工业起源於19世纪末期。截至1950年代，英国為仅次于美国的世界第二大汽车制造國，也是當時最大的汽車出口国。然而之後的數十年裡，英國的汽車工業增长速度远低于法国、德国和日本等国家。截至2008年，按产量计算，英国為全球第12大汽车生产国。自1990年代初期以来，许多英国汽车品牌被外国公司收购，例如福斯集團（宾利）、BMW（迷你 (汽車)、劳斯莱斯）、上汽集團（MG汽車）、塔塔汽車（捷豹、路虎、羅孚）、吉利集團（莲花汽车）和斯泰蘭蒂斯（佛賀汽車）等。

## 主要廠商
- 佛賀汽車
- MG汽車
- 捷豹路虎
  - 捷豹
  - 路虎
- 宾利
- 寶馬迷你
- 劳斯莱斯汽车
- 倫敦電動汽車
- 莲花汽车
- 阿斯顿·马丁
- 迈凯伦汽车
- AC汽車
- 英力士
- 卡特漢姆汽車
- 利斯特汽车（英语：Lister Cars）
- 摩根汽車
- 諾布爾汽車
- TVR (汽車)
- 日产汽車英國（英语：Nissan Motor Manufacturing UK）
- 豐田英國（英语：Toyota Manufacturing UK）
- 亞歷山大丹尼士

## 外部鏈接
- The Society of Motor Manufacturers and Traders （页面存档备份，存于）
- （页面存档备份，存于） The British Motor Industry Heritage Trust
- Dodge RAM